# KwaZulu
KwaZulu fue un bantustán sudafricano establecido por el gobierno de Sudáfrica. Este estado estaba fragmentado en varios territorios esparcidos en la provincia de Natal (hoy en día provincia de KwaZulu-Natal). En esa región se formó un gobierno semiindependiente para los habitantes de la etnia zulú. Inicialmente, la ciudad de Nongoma fue designada capital del territorio, pero en 1980 se decidió trasladarla a Ulundi.
Su creación fue producto de la política de “desarrollo separado" que el gobierno de Sudáfrica implementaba como parte de su sistema de apartheid. La premisa era dedicar un área de territorio donde la población de etnia zulú pudiera desarrollarse en forma aislada de las zonas reservadas a los blancos. En 1989 KwaZulu contaba con 4,9 millones de habitantes.
KwaZulu fue gobernado hasta su integración con el resto de Sudáfrica, en nombre del Rey zulú, por Gatsha Mangosutu Buthelezi, miembro él también de la familia real zulú.
En 1994 la constitución reconoció la igualdad entre todos los habitantes de Sudáfrica cualquiera que fuera su raza, los estados (también llamados bantustanes) desaparecieron y se integraron al conjunto del país. Superficie de 36,074 km².

## Distritos en 1991
Los distritos y la población según el censo de 1991.
- Ezingolweni: 215 224
- Emzumbe: 217 399
- Vulamehlo: 125 179
- Embumbulu: 271 215
- Umlazi: 299 275
- Hlanganani: 186 712
- Ndwedwe: 318 093
- Vulindlela: 223 706
- Empumalanga: 314 440
- Ntuzuma: 458 529
- Kwa Mapumulu: 231 503
- Ongoye: 175 993
- Inkanyezi: 170 628
- Nkandla: 132 578
- Nqutu: 213 636
- Msinga (localidad principal Tugela Ferry):[3] 154 623
- Emnambithi: 205 639
- Enseleni: 241 005
- Hlabisa: 169 719
- Mahlabatini: 141 284
- Nongoma: 169 153
- Ubombo: 113 409
- Ingwavuma: 144 613
- Simdlangentsha: 120 368
- Madadeni: 313 888
- Okhahlamba: 196 963